# Tansa
Tansa è un comune della Romania di 2 916 abitanti, ubicato nel distretto di Iași, nella regione storica della Moldavia.
Il comune è formato dall'unione di 2 villaggi: Suhuleț e Tansa.